# Tingotingo aho
Tingotingo aho – gatunek pająka z rodziny Malkaridae i podrodziny Tingotinginae. Występuje endemicznie na Nowej Zelandii.

## Taksonomia
Gatunek ten opisany został po raz pierwszy w 2020 roku przez Gustava Hormigę i Nikolaja Scharffa na łamach Invertebrate Systematics w ramach rewizji taksonomicznej nowozelandzkich Malkaridae. Wyznaczono go gatunkiem typowym rodzaju. Jako miejsce typowe wskazano Cascade Creek w Parku Narodowym Fiordland. Epitet gatunkowy oznacza w języku maoryskim „strunę” i odnosi się do nitkowatego embolusa tych pająków.

## Morfologia
Samice osiągają od 3,05 do 3,62 mm, a samce od 2,56 do 3 mm długości ciała. Prosoma jest ciemnobrązowa, w widoku bocznym prostokątna, pozbawiona podziału na część głowową i tułowiową. U samic prosoma ma od 1,24 do 1,48 mm długości i od 0,87 do 0,95 mm szerokości, zaś u samców od 1,13 do 1,29 mm długości i od 0,81 do 0,93 mm szerokości. Jamka karapaksu wykształcona jest w postaci słabej, podłużnej linii zajmującej 0,17 jego długości. Wszystkie oczy oddalone są od siebie na odległości mniejsze niż ich średnice. Oczy środkowych par rozstawione są na planie czworokąta o przedniej krawędzi tak szerokiej jak tylna. Wysokość nadustka jest od 3,3 do 3,4 raza większa od średnicy oczu pary przednio-środkowej. Szczękoczułki mają dwa zęby na krawędzi przedniej, dwa zęby na krawędzi tylnej i niewielką nabrzmiałość w części nasadowej od strony przedniej. Sternum jest tarczowate. Odnóża pierwszej pary mają uda o długości wynoszącej 0,88–0,93 długości karapaksu. Opistosoma (odwłok) ma ciemnobrązowe, silnie zesklerotyzowane skutum i ciemnobrązowe dyski ze szczecinkami.
Nogogłaszczki samca mają zaokrąglone na szczycie cymbium, krótkie, na szczycie stępione i pośrodkowo piłkowane paracymbium, długi i nitkowaty embolus oraz zakrywający ¾ długości embolusa wyrostek sierpowaty konduktora. Samica ma epigynum o szerokim, eliptycznym otworze i kuliste spermateki.

## Ekologia i występowanie
Pająk ten zasiedla lasy bukanowe i namorzyny. Prowadzi skryty tryb życia. Bytuje w ściółce, wśród mchów, w pniakach i kępach Chionochloa teretifolia. 
Gatunek ten występuje endemicznie na Wyspie Południowej Nowej Zelandii. Znany jest tylko z zachodniej części wyspy.